# Coppa del Brasile 2004
La Coppa del Brasile 2004 (ufficialmente in portoghese Copa do Brasil 2004) è stata la 16ª edizione della Coppa del Brasile.

## Formula
Partite a eliminazione diretta con gare di andata e ritorno. In caso di pareggio nei tempi regolamentari, passa la squadra che ha realizzato il maggior numero di gol fuori casa. Nel caso non sia possibile determinare un vincitore con la regola dei gol fuori casa, sono previsti i tiri di rigore.
Nei primi due turni (primo turno e sedicesimi di finale) se la squadra che gioca la prima partita in trasferta vince con 2 o più gol di scarto, è automaticamente qualificata al turno successivo senza dover disputare la gara di ritorno.

## Partecipanti
10 squadre ammesse tramite Ranking CBF, 54 tramite piazzamenti nelle competizioni statali.
San Paolo (6º nel Ranking CBF 2004), Cruzeiro (8º e detentore del trofeo), Santos (10º), Coritiba (vincitore del Campionato Paranaense 2003) e São Caetano (5º nel Campionato Paulista 2003) esclusi per la partecipazione alla Coppa Libertadores 2004.

### Ranking
Squadre ammesse per il miglior piazzamento nel Ranking CBF 2003:
| Pos | Squadra          | Città          | Stato             |
| --- | ---------------- | -------------- | ----------------- |
| 1   | Grêmio           | Porto Alegre   | Rio Grande do Sul |
| 2   | Corinthians      | San Paolo      | San Paolo         |
| 3   | Vasco da Gama    | Rio de Janeiro | Rio de Janeiro    |
| 4   | Atlético Mineiro | Belo Horizonte | Minas Gerais      |
| 5   | Flamengo         | Rio de Janeiro | Rio de Janeiro    |
| 7   | Palmeiras        | San Paolo      | San Paolo         |
| 9   | Internacional    | Porto Alegre   | Rio Grande do Sul |
| 11  | Guarani          | Campinas       | San Paolo         |
| 12  | Botafogo         | Rio de Janeiro | Rio de Janeiro    |
| 13  | Fluminense       | Rio de Janeiro | Rio de Janeiro    |

### Competizioni statali
Squadre ammesse per il miglior piazzamento nei campionati o nelle coppe statali:
| Stato               | Squadra (Città)                          | Motivo qualificazione                           |
| ------------------- | ---------------------------------------- | ----------------------------------------------- |
| Acre                | Rio Branco-AC (Rio Branco)               | Vincitore del Campionato Acreano 2003           |
| Alagoas             | ASA (Maceió)                             | Vincitore del Campionato Alagoano 2003          |
| Alagoas             | CRB (Maceió)                             | Secondo nel Campionato Alagoano 2003            |
| Amapá               | Ypiranga-AP (Macapá)                     | Vincitore del Campionato Amapaense 2003         |
| Amazonas            | Nacional-AM (Manaus)                     | Vincitore del Campionato Amazonense 2003        |
| Amazonas            | Rio Negro (Manaus)                       | 2º nel Campionato Amazonense 2003               |
| Bahia               | Vitória (Salvador)                       | Vincitore del Campionato Baiano 2003            |
| Bahia               | Catuense (Catu)                          | 2º nel Campionato Baiano 2003                   |
| Ceará               | Fortaleza (Fortaleza)                    | Vincitore del Campionato Cearense 2003          |
| Ceará               | Ferroviário-CE (Fortaleza)               | 2º nel Campionato Cearense 2003                 |
| Distretto Federale  | Gama (Gama)                              | Vincitore del Campionato Brasiliense 2003       |
| Distretto Federale  | Brasiliense (Taguatinga)                 | 2º nel Campionato Brasiliense 2003              |
| Espírito Santo      | Serra (Serra)                            | Vincitore del Campionato Capixaba 2003          |
| Espírito Santo      | CTE Colatina (Colatina)                  | 2º nel Campionato Capixaba 2003                 |
| Goiás               | Goiás (Goiânia)                          | Vincitore del Campionato Goiano 2003            |
| Goiás               | Novo Horizonte (Ipameri)                 | 2º nel Campionato Goiano 2003                   |
| Maranhão            | Sampaio Corrêa (São Luís)                | Vincitore del Campionato Maranhense 2003        |
| Maranhão            | Maranhão (São Luís)                      | 2º nel Campionato Maranhense 2003               |
| Mato Grosso         | Cuiabá (Cuiabá)                          | Vincitore del Campionato Matogrossense 2003     |
| Mato Grosso         | Barra do Garças (Barra do Garças)        | 2º nel Campionato Matogrossense 2003            |
| Mato Grosso do Sul  | Chapadão (Chapadão do Sul)               | Vincitore del Campionato Sul-Matogrossense 2003 |
| Mato Grosso do Sul  | CENE (Campo Grande)                      | 2º nel Campionato Sul-Matogrossense 2003        |
| Minas Gerais        | América-MG (Belo Horizonte)              | 3º nel Campionato Mineiro 2003                  |
| Minas Gerais        | Tupi (Juiz de Fora)                      | 4º nel Campionato Mineiro 2003                  |
| Minas Gerais        | Uberlândia (Uberlândia)                  | Vincitore della Taça Minas Gerais 2003          |
| Pará                | Remo (Belém)                             | Vincitore del Campionato Paraense 2003          |
| Pará                | Tuna Luso (Belém)                        | 2º nel Campionato Paraense 2003                 |
| Paraíba             | Botafogo-PB (João Pessoa)                | Vincitore del Campionato Paraibano 2003         |
| Paraíba             | Atlético Cajazeirense (Cajazeiras)       | 2º nel Campionato Paraibano 2003                |
| Paraná              | Paranavaí (Paranavaí)                    | 2º nel Campionato Paranaense 2003               |
| Paraná              | Londrina (Londrina)                      | 3º nel Campionato Paranaense 2003               |
| Paraná              | Prudentópolis EC (Prudentópolis)         | 4º nel Campionato Paranaense 2003               |
| Pernambuco          | Sport Recife (Recife)                    | Vincitore del Campionato Pernambucano 2003      |
| Pernambuco          | Santa Cruz (Recife)                      | 2º nel Campionato Pernambucano 2003             |
| Piauí               | Flamengo-PI (Teresina)                   | Vincitore del Campionato Piauiense 2003         |
| Piauí               | Parnahyba (Parnaíba)                     | 2º nel Campionato Piauiense 2003                |
| Rio de Janeiro      | Americano (Campos)                       | 4º nel Campionato Carioca 2003                  |
| Rio de Janeiro      | America-RJ (Rio de Janeiro)              | 6º nel Campionato Carioca 2003                  |
| Rio de Janeiro      | Bangu (Rio de Janeiro)                   | 7º nel Campionato Carioca 2003                  |
| Rio Grande do Norte | América-RN (Natal)                       | Vincitore del Campionato Potiguar 2003          |
| Rio Grande do Norte | São Gonçalo-RN (São Gonçalo do Amarante) | 2º nel Campionato Potiguar 2003                 |
| Rio Grande do Sul   | 15 de Novembro (Campo Bom)               | 2º nel Campionato Gaúcho 2003                   |
| Rio Grande do Sul   | Juventude (Caxias do Sul)                | 3º nel Campionato Gaúcho 2003                   |
| Rio Grande do Sul   | São Gabriel (São Gabriel)                | 4º nel Campionato Gaúcho 2003                   |
| Rondônia            | União Cacoalense (Cacoal)                | Vincitore del Campionato Rondoniense 2003       |
| Roraima             | Atlético Roraima (Boa Vista)             | Vincitore del Campionato Roraimense 2003        |
| San Paolo           | Portuguesa Santista (Santos)             | 3º nel Campionato Paulista 2003                 |
| San Paolo           | União Barbarense (Santa Bárbara d'Oeste) | 7º nel Campionato Paulista 2003                 |
| San Paolo           | Santo André (Santo André)                | 8º nel Campionato Paulista 2003                 |
| Santa Catarina      | Figueirense (Florianópolis)              | Vincitore del Campionato Catarinense 2003       |
| Santa Catarina      | Caxias-SC (Joinville)                    | 2º nel Campionato Catarinense 2003              |
| Sergipe             | Sergipe (Aracaju)                        | Vincitore del Campionato Sergipano 2003         |
| Sergipe             | Confiança (Itabaiana)                    | 2º nel Campionato Sergipano 2003                |
| Tocantins           | Palmas (Palmas)                          | Vincitore del Campionato Tocantinense 2003      |

## Risultati

### Primo turno
Andata 4 e 18 febbraio 2004, ritorno 18 febbraio, 3 e 4 marzo 2004.
| Squadra 1             | Totale      | Squadra 2           | Andata | Ritorno |
| --------------------- | ----------- | ------------------- | ------ | ------- |
| Tuna Luso             | 1-3         | Palmeiras           | 1-3    | -       |
| São Gabriel           | 3-2         | Figueirense         | 2-2    | 1-0     |
| ASA                   | 1-4         | Brasiliense         | 1-1    | 0-3     |
| Maranhão              | 0-5         | Botafogo            | 0-5    | -       |
| Paranavaí             | 1-3         | Gama                | 0-0    | 0-3     |
| Palmas                | 3-2         | Remo                | 0-1    | 3-1     |
| Parnahyba             | 3-3 gfc     | Nacional-AM         | 2-2    | 1-1     |
| Flamengo-PI           | 0-6         | Vasco da Gama       | 0-1    | 0-5     |
| Sergipe               | 1-4         | Americano           | 1-4    | -       |
| Atlético Roraima      | 1-6         | Sport Recife        | 1-2    | 0-4     |
| Botafogo-PB           | 0-2         | Corinthians         | 0-2    | -       |
| Ferroviário-CE        | 4-1         | América-RN          | 4-0    | 0-1     |
| Atlético Cajazeirense | 2-3         | Fortaleza           | 0-1    | 2-2     |
| Prudentópolis EC      | 5-2         | São Gonçalo-RN      | 4-0    | 1-2     |
| Chapadão              | 1-2         | Grêmio              | 0-0    | 1-2     |
| America-RJ            | 0-2         | Londrina            | 0-1    | 0-1     |
| Caxias-SC             | 1-3         | Fluminense          | 1-3    | -       |
| CRB                   | 5-7         | Flamengo            | 4-4    | 1-3     |
| Tupi                  | 3-2         | Bangu               | 2-2    | 1-0     |
| Barra do Garças       | 0-0         | Santa Cruz          | 0-0    | -       |
| Cuiabá                | 1-4         | Goiás               | 0-1    | 1-3     |
| Catuense              | 5-7         | Atlético Mineiro    | 4-2    | 1-5     |
| Novo Horizonte        | 0-5         | Santo André         | 0-5    | -       |
| Serra                 | 1-4         | América-MG          | 1-4    | -       |
| União Cacoalense      | 1-1 gfc     | Guarani             | 1-1    | 0-0     |
| 15 de Novembro        | gfc 3-3     | Portuguesa Santista | 1-1    | 2-2     |
| Rio Branco-AC         | 2-0         | Rio Negro           | 1-0    | 1-0     |
| Confiança             | 1-4         | Internacional       | 0-0    | 1-4     |
| CTE Colatina          | 1-6         | Vitória             | 1-2    | 0-4     |
| Ypiranga-AP           | 0-4         | Sampaio Corrêa      | 0-0    | 0-4     |
| Uberlândia            | 0-3         | Juventude           | 0-3    | -       |
| CENE                  | 1-1 4-1 dcr | União Barbarense    | 1-0    | 0-1     |

### Sedicesimi di finale
Andata 17 e 24 marzo 2004, ritorno 24 marzo, 1º e 7 aprile 2004.
| Squadra 1        | Totale  | Squadra 2        | Andata | Ritorno |
| ---------------- | ------- | ---------------- | ------ | ------- |
| São Gabriel      | 2-5     | Palmeiras        | 2-1    | 0-4     |
| Brasiliense      | 2-2 gfc | Goiás            | 2-2    | 0-0     |
| América-MG       | 1-2     | Guarani          | 1-1    | 0-1     |
| Palmas           | 5-3     | Nacional-AM      | 5-0    | 0-3     |
| 15 de Novembro   | 4-1     | Vasco da Gama    | 1-1    | 3-0     |
| Americano        | 2-1     | Sport Recife     | 2-1    | 0-0     |
| Ferroviário-CE   | 0-2     | Corinthians      | 0-2    | -       |
| Rio Branco-AC    | 2-6     | Fortaleza        | 1-1    | 1-5     |
| Sampaio Corrêa   | 2-3     | Vitória          | 1-0    | 1-3     |
| Londrina         | 0-2     | Grêmio           | 0-2    | -       |
| Juventude        | 3-4     | Fluminense       | 2-2    | 1-2     |
| CENE             | 1-3     | Santa Cruz       | 1-0    | 0-3     |
| Santo André      | 3-2     | Atlético Mineiro | 3-0    | 0-2     |
| Gama             | 7-6     | Botafogo         | 4-4    | 3-2     |
| Prudentópolis EC | 0-2     | Internacional    | 0-2    | -       |
| Tupi             | 2-7     | Flamengo         | 2-3    | 0-4     |

### Ottavi di finale
Andata 14 aprile 2004, ritorno 5 maggio 2004.
| Squadra 1     | Totale      | Squadra 2      | Andata | Ritorno |
| ------------- | ----------- | -------------- | ------ | ------- |
| Goiás         | 2-2 1-3 dcr | Palmeiras      | 1-1    | 1-1     |
| Guarani       | 1-1 gfc     | Santo André    | 1-1    | 0-0     |
| Palmas        | 4-3         | Gama           | 1-1    | 3-2     |
| Americano     | 3-5         | 15 de Novembro | 1-2    | 2-3     |
| Corinthians   | gfc 1-1     | Fortaleza      | 0-0    | 1-1     |
| Internacional | 2-4         | Vitória        | 1-1    | 1-3     |
| Fluminense    | 3-6         | Grêmio         | 2-2    | 1-4     |
| Santa Cruz    | 0-2         | Flamengo       | 0-1    | 0-1     |

### Quarti di finale
Andata 12 e 13 maggio 2004, ritorno 19 e 20 maggio 2004.
| Squadra 1      | Totale  | Squadra 2 | Andata | Ritorno |
| -------------- | ------- | --------- | ------ | ------- |
| Santo André    | gfc 7-7 | Palmeiras | 3-3    | 4-4     |
| 15 de Novembro | 4-0     | Palmas    | 3-0    | 1-0     |
| Grêmio         | 0-1     | Flamengo  | 0-1    | 0-0     |
| Corinthians    | 1-2     | Vitória   | 1-0    | 0-2     |

### Semifinali
Andata 26 maggio e 9 giugno 2004, ritorno 9 e 16 giugno 2004.
| Squadra 1   | Totale | Squadra 2      | Andata | Ritorno |
| ----------- | ------ | -------------- | ------ | ------- |
| Santo André | 6-5    | 15 de Novembro | 3-4    | 3-1     |
| Vitória     | 0-3    | Flamengo       | 0-1    | 0-2     |

### Finale

#### Andata
| Arbitro: | Mendonça |

| |            | |
| Osmar 51’ Romerito 59’ | Marcatori  | 26’ Roger 83’ Athirson |
| · Julio César P · Dedimar D · Alex D · Gabriel D · Da Guia C · Diego D · Dirceu C · Ramalho C · Elvis C · Barbieri C · Romerito C · Osmar A · Makanake A · Sandro Gaúcho A | Formazioni | · P Júlio César · D Reginaldo Araújo · D André Bahia · D Fabiano Eller · D Roger · D Athirson · C Da Silva · C Róbson · C Douglas Silva · C Ibson · C Felipe · A Jean · A Negreiros · A Diogo |
| Pericles Chamusca | Allenatori | Abel Braga |

#### Ritorno
| Arbitro: | Simon |

| |            | |
| | Marcatori  | 52’ Sandro Gaúcho 67’ Elvis |
| · Júlio César P · Reginaldo Araújo D · André Bahia D · Fabiano Eller D · Roger D · Athirson D · Da Silva C · Douglas Silva C · Negreiros A · Ibson C · Felipe C · Jean A · Róbson A · Jônatas C | Formazioni | · P Julio César · D Dedimar · D Alex · D Gabriel · C Nelsinho · C Da Guia · C Dirceu · C Ramalho · C Ronaldo · C Elvis · C Romerito · C Dodô · A Osmar · A Sandro Gaúcho |
| Abel Braga | Allenatori | Pericles Chamusca |

Santo André vincitore della Coppa del Brasile 2004 e qualificato per la Coppa Libertadores 2005.

## Classifica marcatori
| Pos. | Giocatore      | Squadra        | Gol |
| ---- | -------------- | -------------- | --- |
| 1    | Alex Alves     | Botafogo       | 8   |
| 1    | Dauri          | 15 de Novembro | 8   |
| 3    | Sandro Gaúcho  | Santo André    | 6   |
| 3    | Vágner Love    | Palmeiras      | 6   |
| 5    | Diogo          | Flamengo       | 5   |
| 5    | Obina          | Vitória        | 5   |
| 5    | Rinaldo        | Fortaleza      | 5   |
| 8    | Bebeto         | 15 de Novembro | 4   |
| 8    | Osmar          | Santo André    | 4   |
| 8    | Víctor Santana | Gama           | 4   |